# 常陸國司
常陸國司（日语：／）是常陸國的國司，由常陸守、常陸介、常陸大掾、常陸少掾、常陸大目、常陸少目各1人構成。天長3年（826年）以降，由親王擔任國守之任，即親王任國，此時常陸守亦稱常陸太守。親王們往往不到任，所以實際上的最高長官是常陸介。

## 律令官位與定員
養老律令的官位令規定大国官位相當的守是從五位上、介正六位下、大掾正七位下、少掾從七位上、大目從八位上、少目從八位下。職員令規定大国的定員是守到少目各1人，總共6人。但宝龜6年（775年）增員，使得少掾2員、少目2員。。
親王任国的常陸太守的位階比其他普通國守高，雖然是從五位上但實際官位相当於正四位下。此外，賀陽親王、葛原親王、時康親王等都是二品常陸太守。